# Преждевременное излитие околоплодных вод
Преждевременное излитие околоплодных вод — осложнение беременности (первого периода родов, или периода раскрытия), характеризующееся разрывом плодных оболочек и излитием околоплодных вод до начала родовой деятельности. Частота этого осложнения при доношенной беременности составляет 12—15 %, при недоношенной — 30—53 % от числа родов. Своевременным излитием околоплодных вод считается излитие, происходящее в конце активной фазы I периода родов.
Причины не вполне ясны. При доношенной наблюдается чаще в тех случаях, когда предлежащая часть плода не заполняет вход в малый таз и не образуется пояс соприкосновения, разделяющий околоплодные воды на передние и задние (такое случается при узком тазе, тазовых предлежаниях, поперечных и косых положениях плода, выраженном разгибании головки плода). При этом большое количество околоплодных вод перемещается в нижние отделы плодного пузыря, что способствует растяжению плодных оболочек и их разрыву. При недоношенной беременности причина заключается в несостоятельности шейки матки (например, функциональная и органическая истмико-цервикальная недостаточность) и нижнего сегмента матки, что ведет к пролабированию плодного пузыря и преждевременному разрыву плодных оболочек. Преждевременному разрыву плодных оболочек способствуют их воспалительные и дистрофические изменения, недостаточная эластичность.
При доношенной беременности нередко вслед за излитием околоплодных вод развивается родовая деятельность. Роды часто более продолжительные и болезненные, сопровождаются слабостью родовых сил, развитием гипоксии плода. При длительном безводном промежутке (период от момента излития околоплодных вод до рождения плода) часто возникают хориоамнионит (воспаление плодных оболочек — хориона и амниона), эндометрит.
Истечение околоплодных вод до начала родовой деятельности служит показанием к госпитализации женщины в акушерский стационар. Диагноз подтверждают с помощью амниоскопии, которую проводят при сформированной шейке матки. В случае раскрытия маточного зева при влагалищном исследовании плодный пузырь не определяется. Диагностическое значение имеет также обнаружение при микроскопии в выделениях из влагалища элементов, содержащихся в околоплодных водах (волос плода, частиц первородной смазки и др.).
Акушерская тактика определяется сроком беременности, состоянием беременной и плода, а также причинами преждевременного излития околоплодных вод. Если после этого при доношенной беременности родовая деятельность самостоятельно не развивается, то, предварительно создав гормональный фон, проводят родовозбуждение средствами, повышающими тонус матки. При узком тазе, неправильном положении плода, аномалиях вставления его головки и других осложнениях возникают показания к акушерским операциям. В случае недоношенной беременности акушерская тактика зависит также от наличия или отсутствия инфекции. При выявлении признаков инфекции назначают антибиотики, создают гормональный фон и проводят родовозбуждение. При отсутствии признаков инфекции и сроке беременности до 35 недель показаны выжидательная тактика и лечебные мероприятия, направленные на пролонгирование беременности. С целью профилактики респираторного дистресс-синдрома у новорожденного назначают глюкокортикоиды. При пролонгировании беременности необходимы тщательный контроль за состоянием женщин (термометрия, анализы крови, бактериологические исследования влагалищного содержимого) и профилактика инфекции (стерильные подкладные пелёнки, частые подмывания и др.). Следует также контролировать состояние плода, проводить мероприятия, направленные на предотвращение гипоксии плода и нарушений маточно-плацентарного кровообращения. При высоком риске внутриутробного инфицирования назначают антибиотики. При выраженном маловодии, когда матка плотно обхватывает плод, беременность пролонгируют не более чем на 10—12 дней, так как при более длительном выжидании могут возникать деформации скелета плода.
Прогноз зависит от срока беременности, осложнений, состояния здоровья беременной и плода.